# 固体酸化物形電解セル
固体酸化物形電解セル（こたいさんかぶつがたでんかいセル、英: Solid Oxide Electrolyzer Cell, SOEC）とは、高温の固体電解質を用いた水の電気分解装置。非常に高温かつ高効率で作動する。

## 概要
固体酸化物型電解槽は、500～850℃の高温電解を可能にする温度で作動する。この温度は、固体酸化物形燃料電池の運転条件とほぼ同じである。電気分解により水素と酸素のガスが発生する。電気分解反応を化学式で以下に示す。水の酸化は陽極（アノード）で、水の還元は陰極（カソード）で行われる。
陽極： {\displaystyle {\ce {2O^2- ->O2 + 4e-}}}
陰極： {\displaystyle {\ce {H2O + 2 e- ->H2 + O^2-}}} （還元反応）
全体： {\displaystyle {\ce {2 H2O ->2 H2 + O2}}}
298 K（25 ℃）での水の電気分解には、1モルあたり285.83 kJのエネルギーが必要である。しかし、温度が上がるにつれギブスの自由エネルギーが低下し必要な電圧、電力は低下する。その分吸熱反応でエネルギーが賄われる。

必要な理論電圧は温度に比例して低下することになる。
電解槽のジュール熱を高温の水分解反応に利用することで、100％に等しい効率で電気分解できる。（水の加温、水素・酸素の冷却を行えば熱の分損失が出る）
集光型太陽熱集熱器や地熱源、など、外部熱源からの熱を加える方法も有る。この場合投入した電力以上の水素が得られ、見かけ上効率は100％を超す。

## SOFCとの違い
固体酸化物形燃料電池(SOFC)とSOECはよく似ている。実際燃料電池と電解セルを両立した可逆形(リバーシブル形)、rSOCもある。しかし、電気分解と発電では運転条件、特に電池内の酸素濃度が異なるためSOECとして運転するためにはSOFCとは異なる運用・設計上の注意点が有る。単にSOFCを電解に用いたのでは高性能、長時間の安定した電解は行えない。

### 層間剥離
電解モードで運転される燃料電池は、主に酸素極/アノードと電解質の剥離が原因で劣化することがわかっている。同様の問題は電解質、燃料極界面でも発生する。この剥離は、電解質-アノード界面での高い酸素分圧の蓄積の結果生じるものである。電解質-アノードにある亀裂が高い酸素分圧を閉じ込め、周囲の材料に応力集中を引き起こす。発生する最大応力は、破壊力学の式を用いて、内部の酸素分圧を用い表すことができる。
{\displaystyle \sigma _{max}=2P_{O2}({\frac {c}{\rho }})^{1/2}}
ここで、cは亀裂または間隙の長さ、{\displaystyle \rho }は亀裂または間隙の曲率半径である。もし{\displaystyle \sigma _{max}} が材料の理論強度を超えると、亀裂が進展し、巨視的には剥離が発生する。
Virkarらは、電極にさらされる酸素分圧と電解質の抵抗特性から、内部の酸素分圧を計算するモデルを作成した。電解質-陽極界面における酸素の内圧は、次のようにモデル化された。
{\displaystyle P_{O2}^{a}=P_{O2}^{Ox}\exp \left[-{\frac {4F}{RT}}\left\{{\frac {E_{a}r_{e}^{a}}{R_{e}}}-{\frac {(E_{a}-E_{N})r_{i}^{a}}{R_{i}}}\right\}\right]}
{\displaystyle =P_{O2}^{Ox}\exp \left[-{\frac {4F}{RT}}\left\{(\phi ^{Ox}-\phi ^{a})-{\frac {(E_{a}-E_{N})r_{i}^{a}}{R_{i}}}\right\}\right]}
ここで、
{\displaystyle P_{O2}^{Ox}}は酸素極（陽極）に晒される酸素分圧
{\displaystyle r_{e}^{a}} はアノード界面の面積比電子抵抗
{\displaystyle r_{i}^{a}}はアノード界面の面積比イオン抵抗
{\displaystyle E_{a}}は印加電圧、{\displaystyle E_{N}}はネルンスト電位
{\displaystyle R_{e}} と {\displaystyle R_{i}}はそれぞれ燃料電池全体の電子的およびイオン的な面積比抵抗
{\displaystyle \phi ^{Ox}} と {\displaystyle \phi ^{a}} はそれぞれ陽極表面と陽極電解質界面での電位
を指す。
電気分解時は、 {\displaystyle \phi ^{Ox}}>{\displaystyle \phi ^{a}} 、 {\displaystyle E_{a}}>{\displaystyle E_{N}}となる。  {\displaystyle P_{O2}^{a}}が {\displaystyle P_{O2}^{Ox}} より大きいか否かは、  ({\displaystyle \phi ^{Ox}}-{\displaystyle \phi ^{a}} ) または {\displaystyle {\frac {E_{a}r_{e}^{a}}{R_{e}}}}  が{\displaystyle {\frac {(E_{a}-E_{N})r_{i}^{a}}{R_{i}}}}より大きいか否かによって決まる。
陽極と電解質の剥離は電池の抵抗を増加させ、安定した電流を維持するために高い動作電圧{\displaystyle E_{a}}が必要になる。電圧{\displaystyle E_{a}}が上昇すれば内部の酸素分圧が上昇し、劣化がさらに進行する。

#### 対策
上述の式より、陽極界面の電子抵抗{\displaystyle r_{e}^{a}}を増加させ、陽極界面のイオン抵抗{\displaystyle r_{i}^{a}}を減少させることにより、内部酸素分圧を小さくできるとわかる。
LSM酸素極にGdドープCeO 2（GDC）ナノ粒子を含浸させると、電極/電解質界面での層間剥離が防止され、セルの寿命が延びることがわかった。なぜ剥離が防げるのかについては今後の研究が待たれる。
最近の研究では、時々電気分解モードから燃料電池モードへ切り替えることで酸素分圧の蓄積が減少し、電解セルの寿命が大幅に延びることがわかった。

## SOECメタネーション
SOECにCO2とH2Oを同時に供給、電気分解でCOガスと水素を同時に発生させる。十分に高温であれば電解電圧/ギブスの自由エネルギーは低下し、この反応は吸熱反応になる。そこでサバティエ反応による発熱を利用する。
これにより80〜90％の効率でメタンを合成できる可能性もあるとされる。
このように原料に水素を使った発熱プロセスと組み合わせることで、熱エネルギーを上手に回収利用しプロセス全体の高効率化が望める。